# ホヤ石の滝
ホヤ石の滝（ホヤいしのたき）は、北海道奥尻郡奥尻町字湯浜にある滝。落差は10m。奥尻島の西岸の断崖から浜地へ注ぎ落ちる滝であり、名称は、滝の北側にあるホヤの形に似た奇岩「ホヤ石」に由来する。ただし、この滝自体はホヤ石本体を流れ水力発電も行われている「ホヤ石川」の滝ではなく、ホヤ石川とその南の渓流川の中間にある無名の渓流を流れ落ちる滝である。
冬季には凍結し氷濤となることから、その景勝で知られる。海浜の断崖にある滝であるが、滝の正面に北海道道39号奥尻島線が走っているため、道道から滝の全貌を眺望することができる。